# 玛迪纳体育俱乐部
玛迪纳体育俱乐部（阿拉伯语：نادي المدينة الليبي）比利亚足球俱乐部，位于首都的黎波里，是夺得利比亚足球超级联赛次数第四多的球队，球队历史上共三次夺得联赛冠军。 

## 荣誉

### 国内赛事
- 利比亚足球超级联赛: 3次

1976, 1983, 2001
的黎波里联赛冠军: 1959, 1960, 1976
- 利比亚杯: 3次

1977, 1987, 1990
亚军:2008, 2010
- 利比亚超级杯: 1次

2001

### 国际赛事
- 非洲冠军联赛: 参赛1次

2002 - 第二轮
- 非洲俱乐部冠军杯: 参赛2次

1977: 第二轮
1984: 第一轮
- 非洲优胜者杯: 参赛3次

1978 - 第一轮
1988 - 第一轮退赛
1991 - 第二轮